# Поза часом (телесеріал)
«Поза часом» (англ. Timeless) — американський фантастичний телесеріал, створений Еріком Кріпке й Шоном Раяном. Серіал був замовлений 13 травня 2016 року після тривалих переговорів, у результаті яких каналу було дозволено транслювати всі серії поточного сезону онлайн. Прем'єра серіалу відбулася 3 жовтня 2016 року.
10 травня 2017 телеканал NBC закрив серіал після першого сезону, однак через три дні змінив рішення і продовжив серіал на другий сезон з дванадцяти епізодів та прем'єрою влітку 2018 року. Серіал завершився 20 грудня 2018 року.

## Сюжет
Кримінальний геній Гарсія Флінн краде машину часу, щоб змінити американську історію та знищити країну. Команда, зібрана, щоб відправитися в минуле і зупинити його, складається з викладачки історії Люсі Престон, сержанта спецпідрозділу «Дельта» Ваятта Логана та інженера-науковця Руфуса Карліна.

## У ролях
- Ебігейл Спенсер — Люсі Престон[8]

- Метт Лантер — майстер-сержант Ваятт Логан, загін «Дельта»[9][10]

- Малкольм Барретт — Руфус Карлін[11]

- Патерсон Джозеф — Коннор Мейсон[11]

- Сакіна Джаффрі — агент Деніз Крістофер[12]

- Клаудія Думіт — Джіа

- Горан Вішнич — Гарсіа Флінн[13]

- Джон Гетц — Бенджамін Кехілл

## Відгуки критиків
Перший сезон «Поза часом» отримав переважно позитивні відгуки критиків. На сайті-агрегаторі Rotten Tomatoes перший сезон має 84 % «свіжості». Критичний консенсус сайту говорить: «„Поза часом“ — це цікавий, гідний до перегляду, серіал про подорожі в минуле з карколомним сюжетом, нехай часом і невміло поставлений». На Metacritic перший сезон серіалу отримав 65 балів зі 100, що базується на основі 28-ми «змішаних» рецензій.

## Список епізодів

### 1 Сезон (2017)
| № | #  | Назва                                                                 | Режисер          | Сценарист                     | Перший ефір у США | Перший ефір українською | Код | Глядачі США (у млн.) |
| --- | -- | --------------------------------------------------------------------- | ---------------- | ----------------------------- | ----------------- | ----------------------- | --- | -------------------- |
| 1 | 1  | «Pilot» ««Пілотна серія»»                                             | Ніл Маршалл      | Ерік Кріпке і Шон Райан       | 3 жовтня 2016     | Буде оголошено          | 101 | 7,60                 |
| Команда переслідує терориста Флінна, який вкрав машину часу, в 6 травня 1937 року, де Флінна вдається запобігти вибуху на дирижаблі «Гінденбург», щоб підкласти бомбу на зворотний рейс і вбити багатьох впливових американців, які подорожують на коронацію короля Георга VI королеви Єлизавети. Люсі пропонує теорію, що Флінн має намір знищити США «в колисці». Люсі, Вайатт і Руфус вриваються в рубку дирижабля і змушують команду посадити судно. В результаті всі пасажири виживають, попри вибух дирижабля, викликане випадковим пострілом одного з людей Флінна. Під час перестрілки з Флінном гине журналістка Кейт Драммонд, яка повинна була загинути під час падіння дирижабля в початковій історії. Флінн під час випадкової зустрічі розкриває Люсі, що у нього є журнал, нібито написаний нею в майбутньому. Він просив, щоб вона розпитала Деніз з нацбезпеки про Ріттенхаус. Після повернення команди спеціаліст АНБ Деніз стверджує, що нічого не знає ні про яке Ріттенхауз. Руфус знехотя передає Коннору аудіозапис із завдання. Повернувшись додому, Люсі дізнається, що її коматозна мати в повному порядку, але її молодша сестра Емі більше не існує. Більше того — Люсі заручена. |    |                                                                       |                  |                               |                   |                         |     |                      |
| 2 | 2  | «The Assassination of Abraham Lincoln» ««Вбивство Авраама Лінкольна»» | Ніл Маршалл      | Те Сматс                      | 10 жовтня 2016    | Буде оголошено          | 102 | 6,20                 |
| Флінн прибуває до 14 квітня 1865-го року, в день убивства Авраама Лінкольна. Він допомагає Джону Вілксу Буту та іншим змовникам, щоб переконатися в успішному вбивстві всіх чотирьох цілей: президента Авраама Лінкольна, віце-президента Ендрю Джонсона, держсекретаря Вільяма Сьюарда і генерала Влісса Гранта. Руфус сперечається з Люсі, вважаючи що Лінкольна краще врятувати, адже його загибель вельми негативно позначилася на життя афроамериканців. Зустрівшись з Люсі, Флінн стверджує, що вони будуть співпрацювати в майбутньому. Люсі знайомиться з сином президента Робертом Тоддом Лінкольном і погоджується супроводжувати його на виставу «Наш американський кузен» театр Форда. Позаяк Бут відмовляється використовувати сучасну зброю для вбивства Лінкольна і Гранту, Флінн оглушає його і сам вбиває президента, проте Люсі вдається врятувати генерала, тоді як Вайатт і Руфус рятують дві інші цілі. По повернення, Люсі дізнається, що її батьки не одружилися, бо її батько одружився з внучцкою одного з пасажирів «Гінденбурга». Це означає, що Люсі — не його біологічна дочка. Руфус відмовляється продовжувати таємно записувати подальші подорожі, але Коннор тисне на нього, нагадуючи йому, що особисто фінансував освіту Руфуса. Обидва знайомі з «Ріттенхаус». Згідно Флінна, «Ріттенхаус» — не ім'я людини, а назва групи. Люсі повертається додому і дізнається, що запізнилася на власну вечірку, пов'язану з її заручинами. Вона також зустрічає свого нареченого, якого і в очі ніколи не бачила. |    |                                                                       |                  |                               |                   |                         |     |                      |
| 3 | 3  | «Atomic City» ««Атомне місто»»                                        | Чарльз Бісон     | Лана Чо                       | 17 жовтня 2016    | Буде оголошено          | 103 | 5,86                 |
| Лас-Вегас 1962-го року, під час однієї з частих атомних тестів біля міста, Флінн робить інтимні фотографії президента Джона Кеннеді та його коханки, Джудіт Кемпбелл. Він шантажує Джудіт фотографіями, змушуючи її допомогти йому отримати ядро атомної бомби, скориставшись її близьким знайомством з генералом бази. Руфус дізнається, що його колега Ентоні, якого викрав Флінн, щоб пілотувати машину часу, працює з Флінном добровільно. Поговоривши з Ентоні, Руфус розуміє, що мета Флінна — знищення "Ріттенхаус". Ентоні нібито повертає валізу з ядром Руфусу, через що Руфус не дає Вайатту застрелити його, але потім вони дізнаються, що валізу порожній. Уайатт йде в офіс компанії «Western Union» і просить доставити телеграму в 2012-й рік, сподіваючись врятувати дружину. Повернувшись, він дізнається, що це не вдалося («Western Union» припинив телеграммный сервіс у 2006-му). Деніз наказує Вайатту вбити Ентоні, тоді як Вайатт приховує те, що Руфус зупинив його. Люсі каже нареченому, що їй потрібно пожити з матір'ю і розібратися в почуттях. Він відпускає її, бо любить. В пустелі, Флінн і Ентоні відкопують плутонієве ядро, яке вони закопали в минулому, побоюючись переміщати його в машині часу. |    |                                                                       |                  |                               |                   |                         |     |                      |
| 4 | 4  | «Party at Castle Varlar» ««Вечірка в замку Варлар»»                   | Біллі Герхарт    | Джим Варні                    | 24 жовтня 2016    | Буде оголошено          | 104 | 5,47                 |
| Колега Руфуса по імені Джия виявляє місцезнаходження Флінна в сьогоденні, відстеживши витік електроенергії, яку Флінн використовував на підзарядку машини часу, але Флінну і його людям вдається бігти крізь час. Команда переслідує його в Німеччині в грудні 1944-го року, вважаючи, що Флінн має намір передати ядерну зброю в руки нацистів, але дізнаються, що він хоче викрасти Вернера фон Брауна і віддати його СРСР. З допомогою британського шпигуна Яна Флемінга команді вдається допомогти фон Брауну втекти на Захід. Руфус розмовляє з фон Брауном, який вважає, що моральні обмеження є лише перешкодою для наукового прогресу. Справжній учений не замислюється над тим, як його праці можуть бути використані іншими, інакше б він нічого ніколи не винайшов. Повернувшись, команда виявляє, що їх пригоди послужили натхненням для нового фільму про Джеймса Бонда. Люсі вимагає, щоб Деніз і Коннор допоміг їй повернути сестру, інакше вона відмовиться брати участь у проєкті. Руфус видає вірну теорію, що Ентоні хоче використовувати плутоній, щоб створити батарею для машини часу, щоб її більше не потрібно було заряджати. Руфус відмовляється далі шпигувати за товаришами, але потім йому загрожує людина з "Ріттенхаус". |    |                                                                       |                  |                               |                   |                         |     |                      |
| 5 | 5  | «The Alamo» ««Аламо»»                                                 | Джон Терлескі    | Енн Кофелл Сондерс            | 31 жовтня 2016    | Буде оголошено          | 105 | 5,24                 |
| Вайатт дізнається, що АНБ має намір замінити його через те, що він досі не ліквідував Флінна. Флінн подорожує по 2 березня 1836 року і укладає угоду з Мексиканським генералом Санта-Анна щоб покласти край техаської революції на три дні раніше історично відомого кінця битви за Аламо. Люсі, Вайатт і Руфус слідують за ним і проникають в місію Аламо, але Флінн вбиває підполковника Вільяма Тревіса до того, як той встигає завершити своє історичне письмо. Гірше того, мексиканці підіймають червоний прапор, що означає — полонених не брати. Флінн проти вбивства жінок і дітей, бо в початковій історії Санта-Анна дозволив їм покинути Аламо перед штурмом. Під час штурму Руфус використовує гранати Вайатта, щоб пробити діру в підземний водопровід. Тим часом Люсі намагається завершити лист Тревіса, яке вона потім віддає молодому Джону Вільяму Сміту, якому судилося стати першим мером міста Сан-Антоніо. Сміт біжить з жінками і дітьми, тоді як Джеймс Боуї і Деві Крокетт прикривають їх відхід. У цьому Люсі і Руфус вимагають, щоб Вайатт залишився в команді, інакше вони відмовляються брати участь далі. Також стає відомо, що лист Люсі зберегло історію, надихнувши американців на підтримку Техасу, попри те, що самі слова істотно відрізняються від оригіналу. Люсі мириться з матір'ю, яка розкриває їй ім'я справжнього батька Люсі. |    |                                                                       |                  |                               |                   |                         |     |                      |
| 6 | 6  | «The Tape Watergate» ««Запис Вотергейтського скандалу»»               | Грег Біман       | Кент Ротергем                 | 14 листопада 2016 | Буде оголошено          | 106 | 4,53                 |
| Руфуса відвідують Коннор і агент «Ріттенхаус», які посилають команду до 20 червня 1972-го року — початок Вотергейтського скандалу. Під час скандалу, президент Річард Ніксон записував розмови у Овальному кабінеті, але його секретарка потім стерла близько 18 хвилин з касети. Команді поставлено завдання перешкодити Флінну роздобути оригінал касети, але люди Флінна хапають їх відразу по прибуттю. Флінн розкриває, що вже викрав касету і що замішаний у сандалі «Ріттенхаус». Він посилає Люсі і Руфуса знайти зниклий «док» (тобто якийсь документ) протягом 5 годин, утримуючи Вайатта як заручника. Руфусу було наказано зв'язатися з контактом «Ріттенхаус» у цьому часі, який наказує йому знищити «док». Флінн розповідає Вайатту, що під час своєї роботи в АНБ він перехопив серію фінансових транзакцій між «Ріттенхаус» і «Мейсон Індастріз». Коли він повідомив це начальству, «Ріттенхаус» підіслав людей, які вбили його дружину і дочку і підставили його самого. Відтоді, він присягнувся знищити «Ріттенхаус», навіть якщо для цього доведеться знищити самі США. За допомогою інформації, отриманої від Марка Фелта, Люсі і Руфус спрямовуються до місцевого лідера Чорної Визвольної Армії і дізнаються, що цей так званий «док» — зовсім не документ, а жінка, яка є колишнім членом «Ріттенхаус» і знає імена всіх членів організації. Руфус розкриває Люсі, що шпигував за командою все це час. Люсі і Руфус повідомляють місцезнаходження жінки Флінну і «Ріттенхаус» і тікають з нею, тоді як обидва угруповання затівають перестрілку. Між членами команди тепер мало довіри. У цьому, агент «Ріттенхаус» розкриває, що саме з ним Руфус розмовляв у 1972 році. Люсі дізнається, що її справжнього батька звуть Бенджамін Кехілл і вирішує відвідати його. Але, зустрівшись з батьком і, можливо, братом, вона йде, не представившись. Виявляється, її батько — той самий агент «Ріттенхаус», який погрожував Руфусу. Кехілл тут же дістає телефон, щоб повідомити комусь про візит Люсі. |    |                                                                       |                  |                               |                   |                         |     |                      |
| 7 | 7  | «Stranded» ««Сіли на мілину»»                                         | Холлі Дейл       | Аріка Лизенн Міттман          | 21 листопада 2016 | Буде оголошено          | 107 | 4,71                 |
| Команда слідує за Флінном 15 вересня 1754-го у розпал Франко-індіанської війни. По прибуттю, вони потрапляють у полон Луї Кулона де Вільє і його солдатів. Їм вдається втекти, але люди Флінна пошкоджують Баркас і потім втікають на своїй машині часу. Не знаючи, як відремонтувати машину часу без технологій XXI століття, Руфус користується «протоколом» і закопує повідомлення в пляшці, яке потім виявляють люди Мейсона в передмісті сучасного Піттсбурга. На шляху в форт Дюкейн, де Руфус сподівається скористатися місцевої кузнею для створення конденсатора, трійця потрапляє в полон племені шауні, чия голова не довіряє ні британцям, ні французам. Вона примовляє Люсі і Вайатта до смерті, але наказує залишити Руфуса в живих, вважаючи його рабом. Руфус переконує її, що Люсі і Вайатт — його друзі і не бажають їм зла. Команді вдається проникнути в форт, бо Люсі вільно спілкується по-французьки. Руфус створює фольгу та інші матеріали, необхідні для ремонту машини часу. У цьому, люди Мейсона дізнаються, що повідомлення Руфуса деградувало, залишивши лише два слова: «смерть» і «тисячоліття». Джия згадує, що Руфус — фанат «Зоряних війн», і розуміє, що навігаційна система машини часу несправності, тому їй необхідно перехопити управління капсулою під час стрибка і повернути її на місце (як «Зірка смерті» перехопила управління «Тисячолітнім соколом»). Руфусу вдається відновити систему переміщення як раз в той момент, коли їх оточують люди де Вільє, і машина часу здійснює некерований стрибок. Джії вдається перехопити управління і повернути її на місце (плюс-мінус пару метрів). Джия потім цілує Руфуса, а агент Крістофер наказує розпочати спостереження за Мейсоном. У барі, команда дізнається, що їх пригоди увійшли в історію як перша документована явище НЛО, знане як «Інцидент з Пеннсильванською кулею». Вайатт переконує Люсі, що її майбутнє — в її власних руках, і не залежить від журналу в руках Флінна. |    |                                                                       |                  |                               |                   |                         |     |                      |
| 8 | 8  | «Space Race» ««Космічна гонка»»                                       | Чарльз Бісон     | Метт Вітні                    | 28 листопада 2016 | Буде оголошено          | 108 | 4,78                 |
| Флінн і його люди з'являються 20 липня 1969-го року і впроваджуються в Центр пілотованих космічних польотів у Х'юстоні, щоб перешкодити «Аполлону-11» злетіти з Місяця. Команда вирушає в 1969-й, щоб перешкодити Флінну, і Руфус зустрічає Ентоні, якому вдається втекти. Коли ЦУП втрачає зв'язок з посадковим модулем, Руфус дізнається, що Ентоні впровадив DoS-атаку у центральний комп'ютер центру. Позаяк технології 60-х не здатні боротися з вірусом, Руфус і Люсі заручаються підтримкою геніального математика на ім'я Кетрін Джонсон, яка допомагає їм видалити вірус. Під час процедури видалення вірусу Ентоні і один з людей Флінна намагаються їм перешкодити. Руфус вбиває другого, але Ентоні знову тікає. Зв'язок з модулем поновлюється, і всі в ЦУПі аплодують Джонсону. Тим часом Флінн впроваджується в компанію «Локмен Аероспейс», яка має зв'язки з НАСА і розмовляє кілька разів з секретаркою по імені Марія Томпкінс та її сином Гебріелем. Флінн зауважує, що його переслідує Вайатт під виглядом агента ФБР і зникає. Пізніше, в квартирі Томпкінс, Вайатт розповідає Марії, що Флінн — радянський шпигун, але Флінн проникає в її будинок і вводить Гебріелу укол епінефрину від анафілактичного шоку і знову тікає. Повернувшись, команда отримує від Крістофер доступ до секретного досьє Флінна, в якому зазначено, що Марія — його мати. Гебріел — його єдинокровний брат від першого шлюбу Марії, якому судилося померти від бджолиного укусу в 1969-му, проте він живий в новій історії. Люсі злиться на Крістофера, що Флінн рятує своїх близьких, а вони не можуть. Руфус дізнається, що завдяки їх втручанню, Кетрін Джонсон стала значно відомішою і навіть була першою жінкою в ролі керівника польотів. Сам Руфус більше не упевнений в собі, бо не відчуває нічого після вбивства людини Флінна. |    |                                                                       |                  |                               |                   |                         |     |                      |
| 9 | 9  | «Last Ride of Bonnie & Clyde» ««Останній вояж Бонні і Клайда»»        | Джон Терлескі    | Анслем Річардсон              | 5 грудня 2016     | Буде оголошено          | 109 | 5,08                 |
| Команда направляється в штат Арканзас 22 травня 1934 року в пошуках ключа на ланцюжку, який якимось чином пов'язаний з "Ріттенхаусом". По прибуттю, вони натикаються на відомих злочинців Бонні і Клайда під час пограбування банку і дізнаються, що ключ висить на шиї Бонні. Видавши себе за свого конкурента пару грабіжників, Люсі і Вайатт допомагають Бонні і Клайду бігти від перестрілки з поліцією і Флінном. Люсі розповідає Вайатту, що їм необхідно забрати ключ до 9 ранку наступного дня, бо саме тоді Бонні і Клайду судилося потрапити в засідку поліції штатів Техас і Луїзіана і бути розстріляними. Тим часом Руфуса заарештовує техаський рейнджер Френк Хеймер за підозрою в спільництві з грабіжниками. Виявляється, Флінн видає себе за приватного детектива, найнятого знайти той самий ключ. Він допомагає рейнджеру інформацією взамін на обіцянку віддати ключ йому. Помітивши Руфуса, він намагається переконати Хеймера, що Руфус — спільник грабіжників, називаючи його справжнє ім'я, однак Руфус пред'являє Хеймеру свої липові водійські права на ім'я Веслі Снайпса, і його звільняють, тим більше, що у Хеймера в руках є Генрі Метвін — член банди Берроу, який готовий здати Бонні і Клайда. У своєму лігві Клайд розкриває, що вкрав ключ у Генрі Форда, який потім призначив нагороду за повернення в 50 000 доларів. Вайатт намагається забрати ключ, але в цей час з'являється Метвін. Руфус також приходить, але Бонні і Клайд тримають цю трійцю на мушці, підозрюючи недобре. Руфус програє запис розмови Метвіна і Хеймера, де Метвін видав їх розташування. Клайд вбиває Метвіна, але потім прибуває поліція і Флінн. Під час перестрілки, Бонні і Клайд гинуть, а Флінн дістає ключ. У цьому, Мейсон попереджає Кехілла, що розслідування агента Крістофер занадто близько підбирається до "Ріттенхаус", не знаючи, що Крістофер в той самий момент стежить за ними. По поверненню команди агент Крістофер знаходить Руфуса в ресторані і питає його про те, хто фінансував машину часу Мейсона у той час, коли він був на межі банкрутства. Коли вона показує йому фотографію Кехілла, Руфус погоджується розповісти їй усе. Тим часом, Флінн пробирається в якийсь будинок і використовує ключ, щоб відкрити старовинні годинники і забрати древній сувій. |    |                                                                       |                  |                               |                   |                         |     |                      |
| 10 | 10 | «The Capture of Benedict Arnold» ««Затримання Бенедикта Арнольда»»    | Джон Шоуолтер    | Те Сматс                      | 12 грудня 2016    | Буде оголошено          | 110 | 4,81                 |
| Агент Крістофер запрошує Люсі на вечерю з дружиною і дітьми, потім дає їй флешку з інформацією про сім'ю, на випадок, якщо чергова зміна в історії зітре їх. Мейсон говорить Руфусу, що "Ріттенхаус" знає про те, що він хитрує з аудіозаписами, і дають йому останній шанс зробити все правильно. Команда переслідує Флінна в 25 вересня 1780 року, в той день, коли Бенедикт Арнольд планує перебігти до британців. На території будинку Арнольда, команда потрапляє в полон людей Джорджа Вашингтона. Потім вони зустрічаються з Флінном, який розкриває, що Арнольд є одним із засновників "Ріттенхаус". Він пропонує їм свою машину часу і ім'я вбивці дружини Вайатта взамін на допомогу в затриманні Арнольда. З допомогою революціонерів Флінн і команда інсценують свою перебіжку на сторону роялістів. При зустрічі з Арнольдом і Чарльзом Корнуоллісом, Флінн вбиває останнього і полонить Арнольда. Люсі переконує Арнольда допомогти їм зустрітися з Девідом Риттенхаусом, засновником таємного товариства, однак Арнольд просить залишити Руфуса, бо Ріттенхаус не вважає за чорних людей. При зустрічі Ріттенхаус миттєво розкушує Флінна, Вайатта і Люсі. Потім він вбиває Арнольда і готується стратити Флінна і Вайатта, але заявляється Руфус, і починається бій. Флінн і Вайатт перемагають людей Ріттенхауса, а Флінн вбиває самого змовника. У метушні малолітній Джон Ріттенхаус тікає. Флінн наздоганяє і готується вбити його, але він сумнівається. Потім з'являється Люсі й заважає йому. Джону вдається втекти. У люті Флінн забирає Люсі в свою машину часу. |    |                                                                       |                  |                               |                   |                         |     |                      |
| 11 | 11 | «The world's Columbian Exposition» ««Всесвітня Колумбова виставка»»   | Крег Зиск        | Лана Чо                       | 16 січня 2017     | Буде оголошено          | 111 | 3,45                 |
| Вайатт і Руфус в розпачі через те, що Флінн викрав Люсі. Флінн бере Люсі з собою в Чикаго 30 травня, 1893 року, під час Всесвітньої виставки. Позаяк Люсі завадила йому знищити Ріттенхаус в зародку, то він буде вбивати всіх членів організації по одному. На цей раз, його мета — Томас Едісон, Генрі Форд і Джон Пірпонт Морган, які повинні зустрітися в готелі під час виставки. Вайатт і Руфус слідують за ними, але Флінн заманює їх у готель «Всесвітня виставка» (пізніше сумно відому як «Замок вбивств»), власником якої є серійний вбивця Генрі Говард Холмс. Вайатт і Руфус потрапляють у пастку Холмса разом з архітектором Софією Хайден і постояльцем по імені Джордж. На виставці Люсі і Флінн викрадають Гаррі Гудіні для використання його фокусів з метою злому в номер членів Ріттенхаус, щоб підкласти там бомбу. Але коли Едісон, Форд і Морган заявляються раніше часу, Флінн намагається вбити їх особисто. Йому заважає Гудіні, який викрадає його пістолет і потайки одягає йому наручники. Гудіні потім допомагає Люсі врятувати Вайатта і Руфуса. Люсі потім здогадується, що «Джордж» і є Холмс, але він хапає її. Вайатт рятує її і вбиває Холмса, після того як Люсі підтверджує, що той ніколи не покається. Люсі, Вайатт і Руфус прощаються з Гудіні і Софією і повертаються додому. Руфус записує загрозливе послання на диктофон для Ріттенхаус і дає його Мейсону. Вайатту дзвонить Флінн, який розкриває йому особу вбивці дружини і пропонує Вайатту варіант — стерти вбивцю шляхом знищення його батьків у минулому. |    |                                                                       |                  |                               |                   |                         |     |                      |
| 12 | 12 | «The Murder of Jesse James» ««Вбивство Джесі Джеймса»»                | Джон Ф. Шоуолтер | Джим Варні                    | 23 січня 2017     | Буде оголошено          | 112 | 3,46                 |
| Вайатт відвідує Веса Гілліама в тюрмі «Сан-Квентін», щоб дізнатися чи дійсно він є вбивцею Джесіки. Люсі сниться кошмар про Емі через те, що вона забула про День народження сестри. Руфус дізнається, що Мейсон почав навчати Джию керувати машиною часу, щоб замінити Руфуса через півроку. Команда надсилається у 3 квітня 1882-го року, де Флінн рятує відомого злочинця Джессі Джеймса від пострілів його напарників. Він заручається підтримкою Джеймса, щоб пробратися всередину індіанської території і знайти одну людину. Команда просить допомоги у федерального маршала Басса Рівза і Гранта Джонсона, але Руфус дізнається, що Вайатт має намір сам вбити злочинця. Флінн і Джеймс прибувають до будинку Еммі Вітмор — колишнього пілота машини часу, яка бігла від Ріттенхаус у XIX століття. Флінн пропонує Еммі повернутися в XXI століття у допомогти йому знищити Ріттенхаус. Він залишає Джеймса, але той вимагає, щоб Флінн віддав йому його автомат. Джеймс влаштовує засідку і дає довгу чергу по команді і маршалам, вбиваючи Джонсона. Вайатт ранить Джеймса, але Рівз вимагає, щоб Вайатт віддав злочинця йому, бо найправильніше — віддати його під суд. Але Люсі вбиває Джеймса. Повернувшись, Руфус розкриває Мейсону і Крістоферу, що Емма жива. Мейсон говорить Джиї, що знає, що вона зламала відеозапису перших польотів Еммі і загрожує їй більше такого не робити. У барі, Вайатт просить Руфуса допомогти йому викрасти машину часу і врятувати дружину. |    |                                                                       |                  |                               |                   |                         |     |                      |
| 13 | 13 | «Karma Chameleon» ««Хамелеон карми»»                                  | Грег Біман       | Енн Кофелл Сондерс            | 30 січня 2017     | Буде оголошено          | 113 | 3,51                 |
| Вайатт і Руфус викрадають машину часу і прибувають в Толідо, штат Огайо, в 1983-му році. Вайатт має намір запобігти випадковому сексу між батьками вбивці Джесіки: барменом і стюардесою. Після декількох невдалих спроб, Вайатт виганяє бармена на вулицю під час торнадо. Тікаючи, бармен спотикається і проламує собі череп під час падіння. Вайатт не в собі, бо він не хотів нічий смерті. тим часом, Емма розповідає Флінну і Ентоні про справжні плани Ріттенхаус з машиною часу. Флінн хоче продовжувати планомірне знищення організації, тоді як Ентоні вважає, що необхідно знищити обидві машини. Ентоні зустрічається з Люсі і розповідає, що збирається підірвати машину часу Флінна, сподіваючись, що Руфус надійде також з іншого. Люсі передає цю інформацію агенту Крістоферу, але вони вирішують тримати все це в таємниці. Люсі також дізнається, що її справжній батько — член Ріттенхаус. Вайатт і Руфус повертаються в даний, але дізнаються, що Джессіка все ще мертва, проте дві інші жертви Гілліама живі. Вайатт арештований агентами нацбезпеки, усвідомлюючи, що Гілліам, якого більше не існує, не вбивав його дружину. Супутники засікають вибух у приблизне місцезнаходження машини часу Флінна, однак на місці не виявляють уламків машини, лише тіло Ентоні з кульовими пораненнями. Вони розуміють, що Флінн дізнався про плани Ентоні і вбив його, втікши з Еммою, що її новим пілотом, на машині часу. Люсі приходить додому до Кехілла. Він радий її бачити і пояснює їй, що хоче вона того чи ні, Люсі теж є частиною Ріттенхаус будучи дочкою одного з членів організації. |    |                                                                       |                  |                               |                   |                         |     |                      |
| 14 | 14 | «The Lost Generation» ««Втрачене покоління»»                          | Крег Зіск        | Кент Ротерхем і Девід Хоффман | 6 лютого 2017     | Буде оголошено          | 114 | 2,92                 |
| Поки Вайатт сидить за ґратами, Люсі і Руфус направляються в Париж 21 травня 1927 року разом з сержантом Дейвом Баумгарднером, колишнім бойовим товаришем вайатта. В цей день Чарльз Ліндберг має завершити перший в історії трансатлантичний переліт. Флінн збиває його літак і бере Ліндберга в полон. Трійця знайомиться з журналістом по імені Ернест Хемінгуей, який викликається допомогти їм у пошуку Флінна і Ліндберга. Біля нічного клубу, трійця зустрічається з Еммою і Карлом, помічником Флінна. Затівається перестрілка, і Баумгарднер гине. П'яний Хемінгуей хоче стати солдатом команди, хоча Люсі проти. Флінн викрадає Люсі і забирає її у катакомби. Він планує вбити Ліндберга, якщо Люсі не вдасться умовити його піти з Ріттенхаус. Руфус і Хемінгуей пробираються в катакомби і визволяють Люсі і Ліндберга, який вирішує піти в підпілля, адже все одно вважають його загиблим. Тим часом, агент АНБ Джейк Невілл забирає у Крістофера управління проєктом. Дізнавшись про це, Вайатт розуміє, що захоплення Невілла був ретельно продуманий і не має нічого спільного з його вчинком. Крістофер залишає йому скріпку, і йому вдається втекти з-під варти. Люсі і Руфус здивовані зустріччю з Невілом по поверненню. Люсі читає книги по історії і дізнається, що Ліндберг все ж повернувся до життя повної слави і багатства. Її мати дарує їй порожній блокнот, щоб вона вела записи — це той самий журнал, яким користується Флінн. Зустрівшись на складі, Люсі, Вайатт, Руфус і Крістофер вирішують вести підпільну боротьбу з Ріттенхаус, усвідомлюючи, що Ріттенхаус тепер повністю управляє машиною часу. |    |                                                                       |                  |                               |                   |                         |     |                      |
| 15 | 15 | «Public Enemy No. 1» ««Ворог народу номер 1»»                         | Гай Ферленд      | Метт Уїтні і Анслем Річардсон | 13 лютого 2017    | Буде оголошено          | 115 | 2,99                 |
| Агент Невілл відправляє Руфуса, Люсі і свого солдата в Х'юстон 1962-го року щоб убити матір Флінна, однак Руфус і Люсі викрадають машину часу і зустрічаються з Вайаттом. Вони вирушають до Чикаго 1931-го року за Флінном. Там, Флінн допомагає Аль Капоне уникнути в'язниці в обмін на зустріч з Томпсоном, мером Чикаго і членом Ріттенхаус. Команда приєднується до Еліота Нессові, щоб заарештувати Капоне, але людина Капоне вбиває Несса. Замість нього, трійця йде до Вінченцо Харт, старшому братові Аль Капоне, який є федеральним агентом під вигаданим прізвищем. Вони переконують Вінченцо піти проти брата і пробираються у кабінет гангстера. Капоне розкриває, що Флінн дізнався про зустріч членів Ріттенхаус, яке має відбутися у Вашингтоні в 1954-м. Коли Харт вимагає від брата, щоб той здався владі, Капоне розкриває, що Флінн попросив його вбити Руфуса. Він стріляє в нього, але сам потім гине від кулі брата. Мейсон і Невілл допитують Джию про місцезнаходження Руфуса. Мейсон просить у Кехілла доступ до баз даних АНБ, щоб отримати можливість відстежити не тільки машину часу, але і будь-якої людини на планеті. Під час стрибка у часі, Руфус втрачає свідомість від поранення. |    |                                                                       |                  |                               |                   |                         |     |                      |
| 16 | 16 | «Red Scare» ««Червона загроза»»                                       | Метт Ерл Біслі   | Аріка Лізенн Міттман          | 20 лютого 2017    | Буде оголошено          | 116 | 3,37                 |
| Баркас повертається у сьогодення, де наречений Люсі обробляє рану, після чого вона обриває їх відносини. Разом з Джиєй, команда стрибає в Вашингтон 1954-го року. Флінн шантажує Джозефа Маккарті і отримує адресу саміту Ріттенхаус. Люсі і Вайатт потрапляють під арешт, після того, як Флінн видає їх за радянських шпигунів. Вони збігають і умовляють Ітана Кехілла — діда Люсі — відвезти їх на саміт, частково погрожуючи оприлюднити те, що він — гомосексуаліст. По прибуттю, Люсі переконує Флінна, що є інший спосіб зупинити Ріттенхаус. Коли Джию вистачає апоплексичний удар (Баркас не призначений для чотирьох пасажирів), Вайатт і Руфус вирушають з неї в даний, тоді як Люсі залишається з Флінном і Ітаном. Тим часом, Мейсон розкриває, що весь цей час таємно працював проти Ріттенхаус і визволяє агента Крістофер. У цьому, Люсі і Вайатт відвідують старого Ітана, який зібрав для неї достатньо документів про дії організації, щоб заарештувати всіх її членів, чим і починають займатися Крістофер і Мейсон. Люсі дає Флінна ім'я того, хто замовив вбивство його сім'ї, але його тут же заарештовують люди Крістофера як терориста. Крістофер погоджується дозволити Люсі відправитися в минуле в останній раз, щоб повернути сестру. Вайатт вирішує, що йому пора змиритися зі смертю дружини. Люсі розповідає матері про машину часу і Емі, але потім, до жаху Люсі, її мати розкриває, що теж є членом Ріттенхаус. Емма викрадає машину часу. |    |                                                                       |                  |                               |                   |                         |     |                      |